# Sõmeru, Kiili
Sõmeru este un sat situat în partea de nord a Estoniei, în regiunea Harju. Aparține comunei Kiili.